# Sieggraben
Sieggraben è un comune austriaco di 1 270 abitanti nel distretto di Mattersburg, in Burgenland.